# Hyposerica cinnamomea
Hyposerica cinnamomea är en skalbaggsart som beskrevs av Johann Christoph Friedrich Klug 1832. Hyposerica cinnamomea ingår i släktet Hyposerica och familjen Melolonthidae. Inga underarter finns listade i Catalogue of Life.